# Okres Kolno
Okres Kolno (polsky Powiat kolneński) je okres v polském Podleském vojvodství. Rozlohu má 939,73 km² a v roce 2019 zde žilo 38 057 obyvatel. Sídlem správy okresu je město Kolno.

## Gminy
Městská:
- Kolno

Městsko-vesnická:
- Stawiski

Vesnické:
- Grabowo
- Kolno
- Mały Płock
- Turośl

## Města
- Kolno
- Stawiski